# Vilémovo

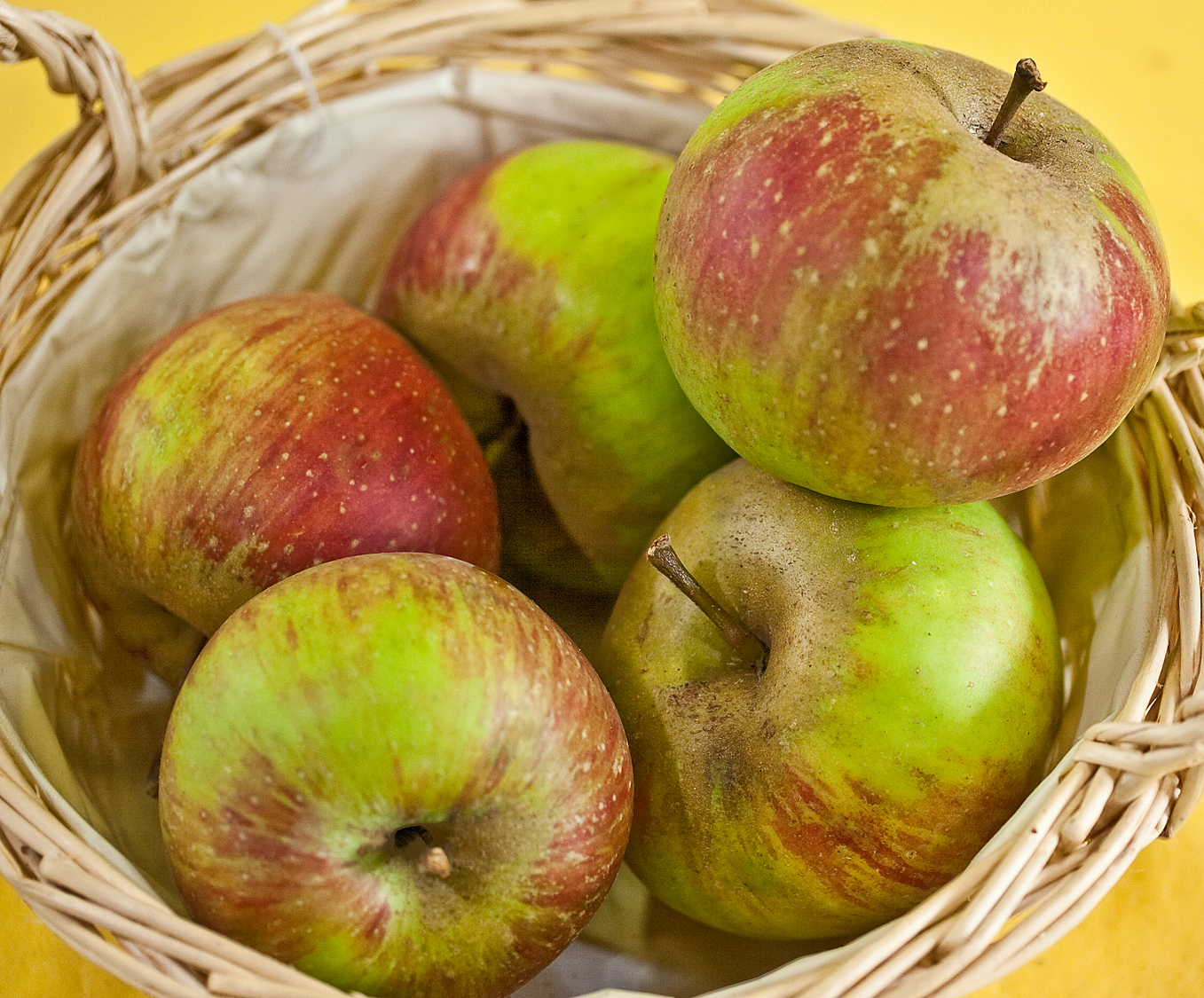

Vilémovo (Malus domestica 'Vilémovo'), je ovocný strom, kultivar druhu jabloň domácí z čeledi růžovitých. Plody jsou řazeny mezi podzimní odrůdy jablek, sklízí se v září, dozrávají v prosinci (podle jiných v říjnu), skladovatelné jsou do dubna nebo ledna. Odrůda je vhodná pro ekologické zemědělství, vysokokmeny, zatravněné sady. Plodí za deset let po výsadbě, ale jde o dlouhověkou odrůdu. Plody jsou velké, ale plodnost je střídavá a chuť průměrná.

## Historie

### Původ

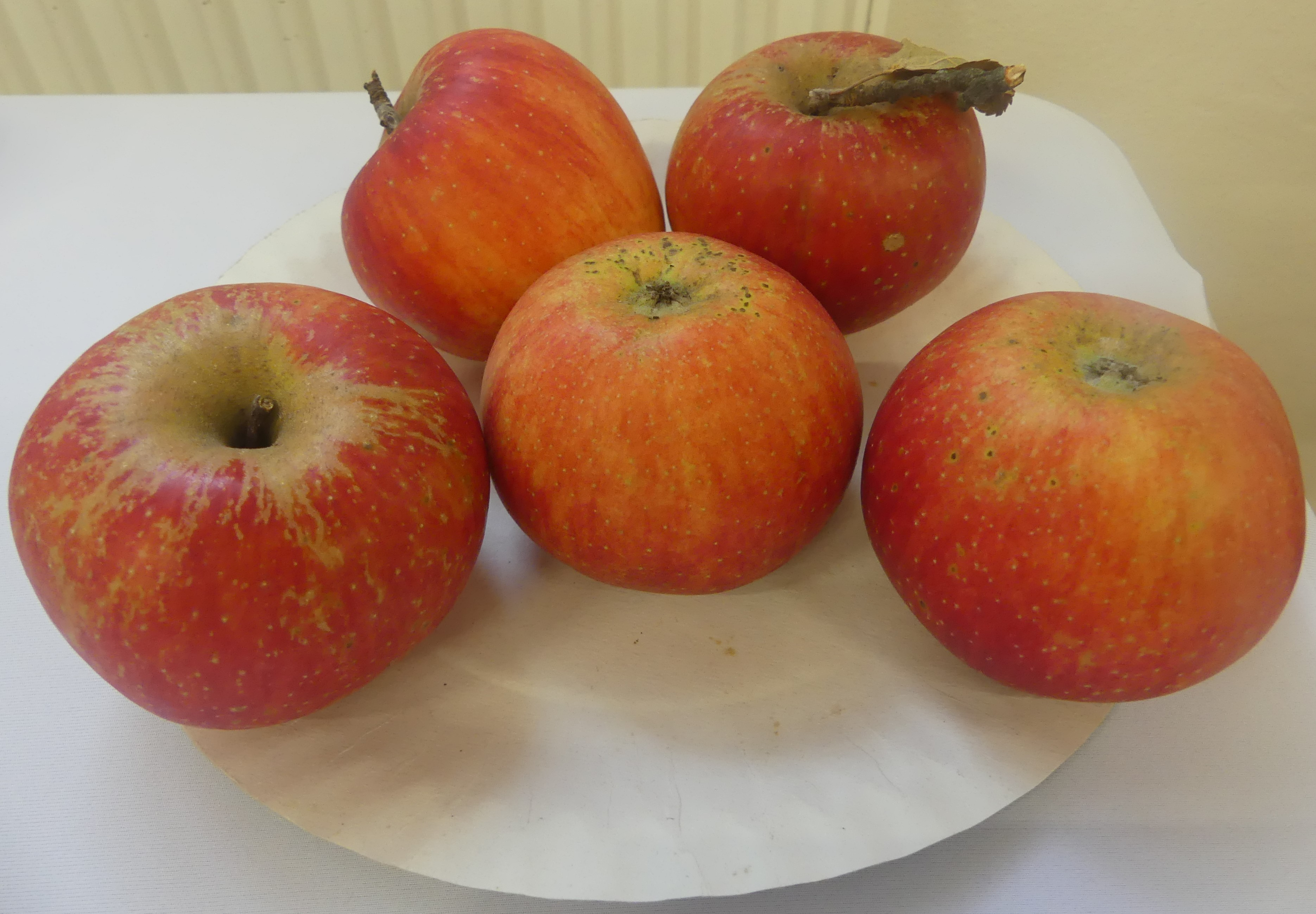
Odrůda jablek Vilémovo z oblasti Moravské Třebové.

Původem je z Německa, byla vyšlechtěna v roce 1864, je uváděn jako semenáč odrůdy 'Harbertova reneta'.

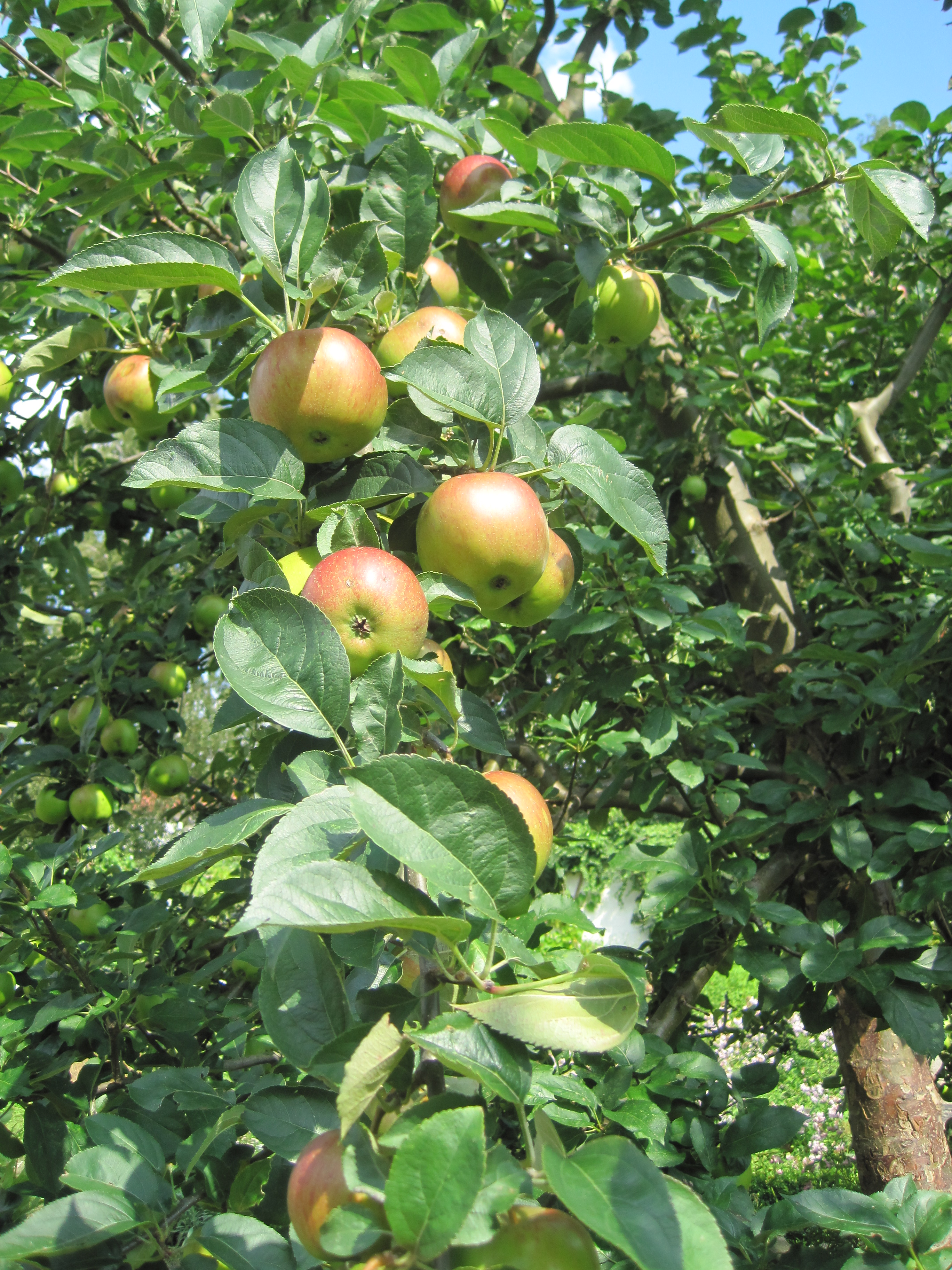

### Souvislosti
Byl nalezen jako náhodný semenáč v zahradě domu Haus Bürgel v Urdenbacher Kämpe mezi Düsseldorf-Urdenbach a Monheim-Baumberg. Učitel základní školy a pomolog Carl Hesselmann (1830-1902) z Witzhelden (Bergische Land), jej pojmenoval podle císaře Viléma I., jehož kult osobnosti byl v zemi v té době pěstován. Jablko bylo představeno v roce 1875 císaři Vilémovi, jenž jej ochutnal a používání pojmenování odrůdy jabloně pak bylo schváleno protože císař sdělil národu, že "Je to skutečně majestátní jablko." a milostivě jeho použití schválil a poděkoval zarámovanou fotografií s podpisem.

### Peter Broich (alias Kaiser Wilhelm)
Nejnovější genetické studie určily jabloně odrůdy 'Kaiser Wilhelm' ('Vilémovo') a 'Peter Broich' jako identické odrůdy. Odrůda "Peter Broich" byla jako lokální odrůda známa na levém břehu Rýna a odrůda 'Kaiser Wilhelm' široce rozšířena na pravém. Odrůda 'Peter Broich' přitom byla rozšířena již v době vyšlechtění odrůdy 'Kaiser Wilhelm'. Pomologovi Hesselovi byla odrůda zřejmě známa z prostředí v Kolíně nad Rýnem ještě před „objevem“. Pojmenování odrůdy 'Kaiser Wilhelm' je tak dáváno jako příklad velmi úspěšné marketingové strategie.

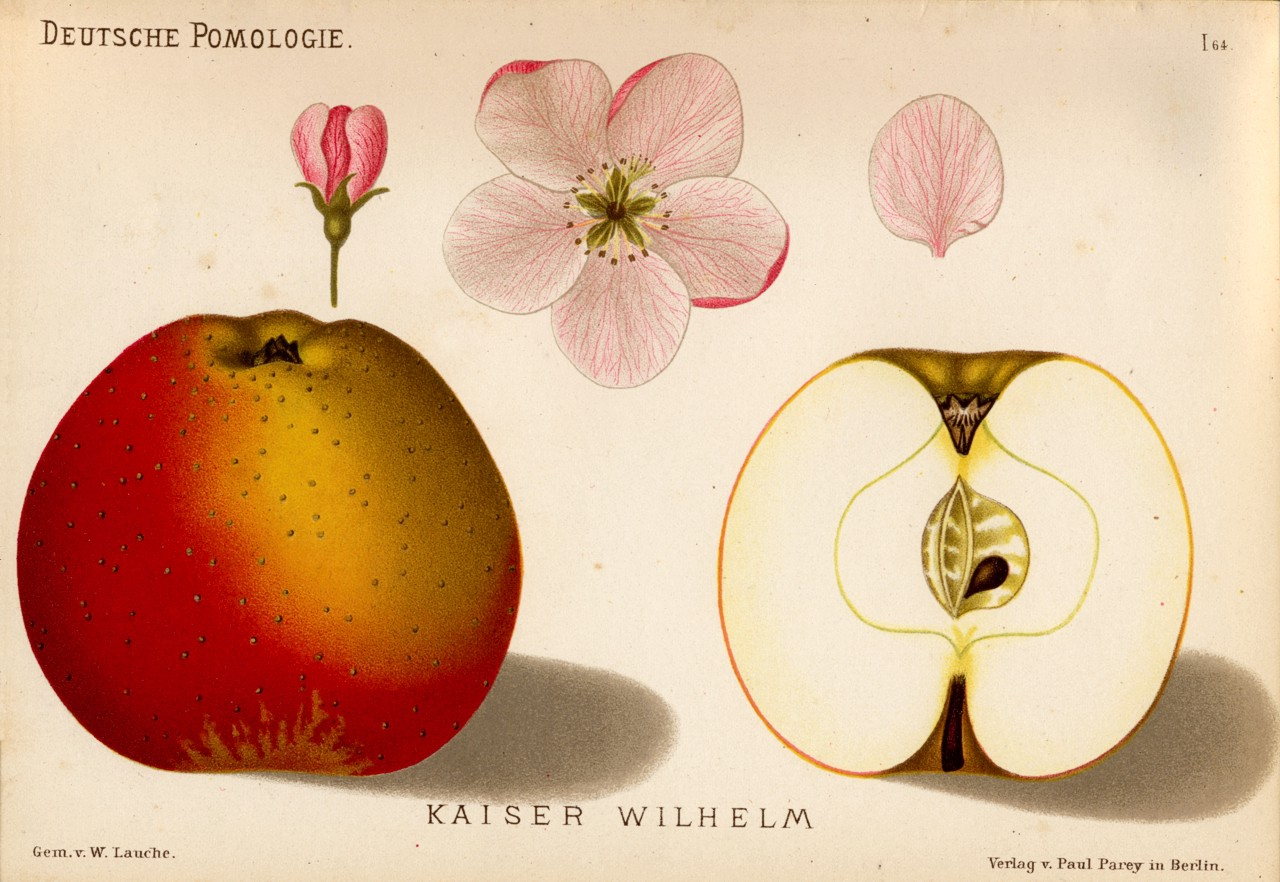

## Vlastnosti
Odrůda je cizosprašná, vhodní opylovači: 'Coxova reneta', 'Croncelské', 'Krasokvět žlutý', 'Landsberská reneta', 'Oldenburgovo', 'Ontario', 'Parména zlatá', 'Průsvitné letní'. Kvete poloraně, je špatným opylovačem.

### Růst
Růst odrůdy je velmi bujný, dlouhověká odrůda.

## Plodnost
Plodí velmi pozdě, až deset let od výsadby. Plodnost je pravidelná, později střídavá. Podle jiných zdrojů je některé roky pouze úroda vyšší než jiné. Na vyšších tvarech je plodnost téměř průměrná, ale na nízkých tvarech je úroda malá.

## Plod
Plod je kulovitě nebo široce kuželovitý, velký. Slupka je hladká, mírně mastná, zelenožluté zbarvení je částečně překryté jasně červeným pruhovaným líčkem na osluněné straně. Dužnina je nažloutlá, šťavnatá, sladce nakyslá, docela dobrá. Podle některých zdrojů má vynikající malinovou příchuť.

## Choroby a škůdci

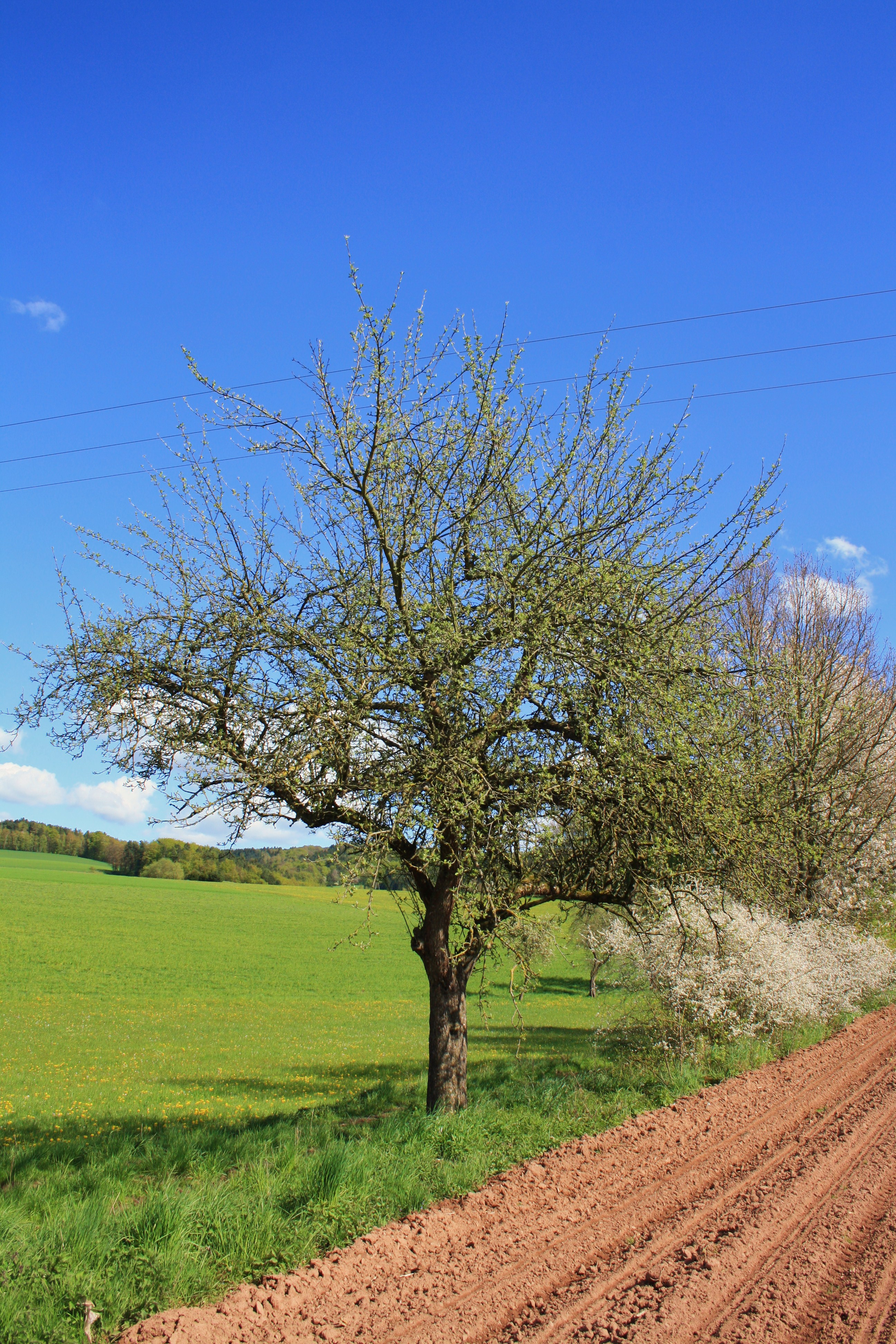
Kaiser wilhelm

Odrůda je podle některých zdrojů dost odolná proti strupovitosti jabloní a padlí. podle jiných zdrojů je odolná proti strupovitosti jen středně. Je poměrně odolná proti poškození chladem. Na vlhkých půdách trpí nektriovou rakovinou. Odrůda je náchylná k hořké skvrnitosti při přehnojení dusíkem a ve vlhkých letech.

## Použití
Je vhodná ke skladování a přímému konzumu. Dobře snáší přepravu. Podle některých zdrojů není příliš vhodná ke skladování, rychle moučnatí a ztrácí chuť. V teplých oblastech plody moučnatí dříve. Odrůdu lze použít do všech poloh, je vhodná pro pěstování bez chemického ošetření.